# Gornergratska železnica
Gornergratska železnica (nemško Gornergratbahn ali Gornergrat-Bahn; GGB) je gorska zobata železnica v švicarskem kantonu Valais. Povezuje območje naselja Zermatt, ki je na nadmorski višini 1604 m in vrhom Gornergrat. Železniška postaja Gornergrat je na nadmorski višini 3089 m, kar jo uvršča na drugo mesto med najvišjimi železnicami v Evropi za Jungfrau in najvišjo brez predora. Proga je začela obratovati leta 1898 in je bila prva elektrificirana zgrajena v Švici.
Gornergrat je izhodišče za številne pohode, saj leži obdan z 29 vrhovi nad 4000 m v Alpah in na posamezne ledenike, vključno z ledenikom Gorner (ki velja za drugega najdaljšega v Alpah). Na koncu proge na Gornergratu je na jasen dan izjemen razgled na Matterhorn. Prav tako je tukaj priljubljeno smučišče. 
Železniška družba – Gornergrat Bahn AG je v stoodstotna lastnica BVZ Holdings AG, ki so tudi lastniki večine Matterhorn Gotthard Verkehrs AG, družbe, ki upravlja železniško progo Matterhorn-Gotthard (MGB), s katero je GGB povezana v Zermatt.

## Zgodovina
Po odprtju proge Visp-Zermatt (VZ) leta 1891, so se začeli napori za izgradnjo železnice iz Zermatta do masiva Monte Rosa. Prvotni načrt je bil povezati progo Brig-Visp-Zermatt do zaselka Zumsee in z železnico vzpenjačo na Schafberg in zobato železnico do Whymperhütte ob vznožju Matterhorna. Po podelitvi koncesije leta 1892 se je gradnja začela 1896 in 24. novembra 1897 so stekle prve lokomotive. Uradna otvoritev GGB Gornergratbahn je bila 20. avgusta 1898.
Zgrajena kot ozkotirna železnica s tirno širino 1000 mm s sistemom zobnikov, je bila elektrificirana od samega začetka. Električni tok frekvence 40 Hz je prihajal iz hidroelektrarne in se preoblikoval s 5400 V na 550 V. Od leta 1930 vozila še danes uporabljajo trifazni sistem napetosti 3 x 750 V in frekvence 50 Hz neposredno iz nacionalnega omrežja. 
Leta 1909 je bila proga podaljšana na Gornergrat za 310 m, da se je postaja približala vrhu. Do leta 1928 je vlak vozil le v poletnih mesecih, ko je prvič peljal tudi zimski vlak, odvisno od snežnih razmer do Riffelalpa ali Riffelbodna. Posebej plazovit nagnjen del je preprečil vožnjo do vrha. Leta 1939 se je začela gradnja 770 metrov dolge protiplazovne galerije, vendar je bila končana z zamudo zaradi druge svetovne vojne šele leta 1941. Od leta 1942 je bila tudi pozimi zadnja postaja Gornergrat. Hitrosti obstoječih lokomotiv 7 km / h ni bila več zadovoljiva za vse večji zimsko športni promet, zato je bila leta 1947 nabavljena nova, ki je skrajšala čas potovanja za polovico.
Med letoma 1997 in 2005 so se različni lastniki in upravljavci združevali in reorganizirali.

## Opis
Potek in postaje:
| Postaja    | Razdalja | nadmorska višina) | Opomba                                                               |
| ---------- | -------- | ----------------- | -------------------------------------------------------------------- |
| Zermatt    | 0.00     | 1605 m            | Odcep od železnice Matterhorn–Gotthard in Zermatt–Sunnegga vzpenjače |
| Findelbach | 1,75 km  | 1770 m            |                                                                      |
| Riffelalp  | 4,03 km  | 2211 m            | Odcep Riffelalp tram, proti Riffelalp Resort                         |
| Riffelberg | 6,47 km  | 2582 m            | S 3* hotelom                                                         |
| Rotenboden | 7,91 km  | 2815 m            |                                                                      |
| Gornergrat | 9,34 km  | 3089 m            | S 3* hotelom in KOSMA observatorijem                                 |

### Infrastruktura
Linija je dolga 9339 m in je dvotirna v dolžini 3790 m z višinsko razliko 1469 m. Zgrajena je v tirni širini 1000 mm in uporablja ABT zobati sistem. Je ena izmed štirih prog na svetu, ki uporabljajo trifazni električni tok, ki zahteva dva nadzemna vodnika in tir, ki tvori tretji vodnik.

### Železniški vozni park
Linija uporablja naslednji vozni park:
| Slika | Številke  | Oznaka  | Leto    | Opomba |
| ----- | --------- | ------- | ------- | --- |
|       | 3001/3003 | He 2/2  | 1898    | Locomotiva. Enota 3002 je ohranjena in razstavljena na krožišču v Staldenu.                                                                                      |
|       | 3015      | Dhe 2/4 |         | Prtljažni voz, obnovljen iz sestrskega voza 3019-3022 |
|       | 3017      | Xhe 2/4 |         | Delovno vozilo, obnovljeno iz sestrskega 3019-3022. Prevaža potrebno vzdrževalno opremo.                                                                         |
|       | 3019-3022 | Bhe 2/4 | 1947-61 | Posamezni vagoni, preostali štirje od nekoč veliko večjega razreda (3011-3022). Dva druga te skupine sta bila obnovljena (3015/3017), preostali oddani na odpad. |
|       | 3041-3044 | Bhe 4/8 | 1965-75 | Enota dvojček |
|       | 3051-3054 | Bhe 4/8 | 1993    | Enota dvojček |
|       | 3061-3062 | Bhe 4/4 | 1981    | Večnamenski vagoni, ki lahko delujejo v potniškem prometu z ujemajočim vlečnim vozilom Bt 3071-3072 ali kot tovorni vlak.                                        |
|       | 3081-3084 | Bhe 4/6 | 2006    | Nizkopodni zglobni vagon, zgrajen pri Stadler Rail. |

Železnica deluje kot dvomotorni vlak in lahko prepelje približno 2500 ljudi na uro iz Zermatta do vrha gore.

## Galerija
- Nad Riffelbergom
- Zgornja postaja. Vlak ima dva odjemnika toka, s katerima odjema tok dveh faz; tok tretje faze odjema iz tira
- Postaja Riffelalp. Na levi,za postajno zgradbo, je Riffelalptram
- Postajna zgradba Gornergrat
- Nad Rotenbodenom
- Križanje
- Vlak prihaja na postajo Gornergrat